# Seznam zmagovalcev Odprtega prvenstva Francije - moški posamično
Seznam zmagovalcev teniškega turnirja Odprto prvenstvo Francije med moški posamično.

## Zmagovalci po letih

### Nacionalno prvenstvo Francije
| Leto      | Zmagovalec          | Drugi               | Rezultat finala     |
| --------- | ------------------- | ------------------- | ------------------- |
| 1891      | H. Briggs           | P. Baigneres        |                     |
| 1892      | Jean Schopfer       | Fassitt             |                     |
| 1893      | L. Riboulet         | Jean Schopfer       |                     |
| 1894      | André Vacherot      | Gérard Brosselin    |                     |
| 1895      | André Vacherot      | L. Riboulet         |                     |
| 1896      | André Vacherot      | Gérard Brosselin    | 6-1 7-5             |
| 1897      | Paul Aymé           | F. Wardan           | 4-6 6-4 6-2         |
| 1898      | Paul Aymé           | Paul Lebreton       |                     |
| 1899      | Paul Aymé           | Paul Lebreton       |                     |
| 1900      | Paul Aymé           | Alain Prévost       |                     |
| 1901      | André Vacherot      | Paul Lebreton       |                     |
| 1902      | Marcel Vacherot     | Max Decugis         | 6-4 6-2             |
| 1903      | Max Decugis         | André Vacherot      |                     |
| 1904      | Max Decugis         | André Vacherot      | 6-1 9-7 6-8 6-1     |
| 1905      | Maurice Germot      | André Vacherot      |                     |
| 1906      | Maurice Germot      | Max Décugis         |                     |
| 1907      | Max Décugis         | Robert Wallet       |                     |
| 1908      | Max Décugis         | Maurice Germot      |                     |
| 1909      | Max Décugis         | Maurice Germot      |                     |
| 1910      | Maurice Germot      | François Blanchy    |                     |
| 1911      | André Gobert        | Maurice Germot      |                     |
| 1912      | Max Décugis         | André Gobert        |                     |
| 1913      | Max Décugis         | Georges Gault       |                     |
| 1914      | Max Décugis         | Jean Samazeuilh     | 3-6 6-1 6-4 6-4     |
| 1915 1919 | prva svetovna vojna | prva svetovna vojna | prva svetovna vojna |
| 1920      | André Gobert        | Max Décugis         | 6-3 3-6 1-6 6-2 6-3 |
| 1921      | Jean Samazeuilh     | André Gobert        | 6-3 6-3 2-6 7-5     |
| 1922      | Henri Cochet        | Jean Samazeuilh     | 8-6 6-3 7-5         |
| 1923      | François Blanchy    | Max Décugis         | 1-6 6-2 6-0 6-2     |
| 1924      | Jean Borotra        | René Lacoste        | 7-5 6-4 0-6 5-7 6-2 |

### Amatersko mednarodno prvenstvo Francije
| Leto      | Zmagovalec           | Drugi                | Rezultat finala      |
| --------- | -------------------- | -------------------- | -------------------- |
| 1925      | René Lacoste         | Jean Borotra         | 7-5 6-1 6-4          |
| 1926      | Henri Cochet         | René Lacoste         | 6-2 6-4 6-3          |
| 1927      | René Lacoste         | Bill Tilden          | 6-4 4-6 5-7 6-3 11-9 |
| 1928      | Henri Cochet         | René Lacoste         | 5-7 6-3 6-1 6-3      |
| 1929      | René Lacoste         | Jean Borotra         | 6-3 2-6 6-0 2-6 8-6  |
| 1930      | Henri Cochet         | Bill Tilden          | 3-6 8-6 6-3 6-1      |
| 1931      | Jean Borotra         | Christian Boussus    | 2-6 6-4 7-5 6-4      |
| 1932      | Henri Cochet         | Giorgio de Stefani   | 6-0 6-4 4-6 6-3      |
| 1933      | Jack Crawford        | Henri Cochet         | 8-6 6-1 6-3          |
| 1934      | Gottfried von Cramm  | Jack Crawford        | 6-4 7-9 3-6 7-5 6-3  |
| 1935      | Fred Perry           | Gottfried von Cramm  | 6-3 3-6 6-1 6-3      |
| 1936      | Gottfried von Cramm  | Fred Perry           | 6-0 2-6 6-2 2-6 6-0  |
| 1937      | Henner Henkel        | Henry Austin         | 6-1 6-4 6-3          |
| 1938      | Don Budge            | Roderik Menzel       | 6-3 6-2 6-4          |
| 1939      | Don McNeill          | Bobby Riggs          | 7-5 6-0 6-3          |
| 1940 1945 | druga svetovna vojna | druga svetovna vojna | druga svetovna vojna |
| 1946      | Marcel Bernard       | Jaroslav Drobný      | 3-6 2-6 6-1 6-4 6-3  |
| 1947      | Jozsef Asboth        | Eric Sturgess        | 8-6 7-5 6-4          |
| 1948      | Frank Parker         | Jaroslav Drobný      | 6-4 7-5 5-7 8-6      |
| 1949      | Frank Parker         | Budge Patty          | 6-3 1-6 6-1 6-4      |
| 1950      | Budge Patty          | Jaroslav Drobný      | 6-1 6-2 3-6 5-7 7-5  |
| 1951      | Jaroslav Drobný      | Eric Sturgess        | 6-3 6-3 6-3          |
| 1952      | Jaroslav Drobný      | Frank Sedgman        | 6-2 6-0 3-6 6-4      |
| 1953      | Ken Rosewall         | Vic Seixas           | 6-3 6-4 1-6 6-2      |
| 1954      | Tony Trabert         | Art Larsen           | 6-4 7-5 6-1          |
| 1955      | Tony Trabert         | Sven Davidson        | 2-6 6-1 6-4 6-2      |
| 1956      | Lew Hoad             | Sven Davidson        | 6-4 8-6 6-3          |
| 1957      | Sven Davidson        | Herbert Flam         | 6-3 6-4 6-4          |
| 1958      | Mervyn Rose          | Luis Ayala           | 6-3 6-4 6-4          |
| 1959      | Nicola Pietrangeli   | Ian Vermaak          | 3-6 6-3 6-4 6-1      |
| 1960      | Nicola Pietrangeli   | Luis Ayala           | 3-6 6-3 6-4 4-6 6-3  |
| 1961      | Manuel Santana       | Nicola Pietrangeli   | 4-6 6-1 3-6 6-0 6-2  |
| 1962      | Rod Laver            | Roy Emerson          | 3-6 2-6 6-3 9-7 6-2  |
| 1963      | Roy Emerson          | Pierre Darmon        | 3-6 6-1 6-4 6-4      |
| 1964      | Manuel Santana       | Nicola Pietrangeli   | 6-3 6-1 4-6 7-5      |
| 1965      | Fred Stolle          | Tony Roche           | 3-6 6-0 6-2 6-3      |
| 1966      | Tony Roche           | Istvan Gulyas        | 6-1 6-4 7-5          |
| 1967      | Roy Emerson          | Tony Roche           | 6-1 6-4 2-6 6-2      |

### Odprto prvenstvo Francije
| Leto | Zmagovalec          | Drugi               | Rezultat finala                         |
| ---- | ------------------- | ------------------- | --------------------------------------- |
| 1968 | Ken Rosewall        | Rod Laver           | 6-3 6-1 2-6 6-2                         |
| 1969 | Rod Laver           | Ken Rosewall        | 6-4 6-3 6-4                             |
| 1970 | Jan Kodeš           | Željko Franulović   | 6-2 6-4 6-0                             |
| 1971 | Jan Kodeš           | Ilie Năstase        | 8-6 6-2 2-6 7-5                         |
| 1972 | Andrés Gimeno       | Patrick Proisy      | 4-6 6-3 6-1 6-1                         |
| 1973 | Ilie Năstase        | Nikola Pilić        | 6-3 6-3 6-0                             |
| 1974 | Björn Borg          | Manuel Orantes      | 6-7 6-0 6-1 6-1                         |
| 1975 | Björn Borg          | Guillermo Vilas     | 6-2 6-3 6-4                             |
| 1976 | Adriano Panatta     | Harold Solomon      | 6-1 6-4 4-6 7-6                         |
| 1977 | Guillermo Vilas     | Brian Gottfried     | 6-0 6-3 6-0                             |
| 1978 | Björn Borg          | Guillermo Vilas     | 6-1 6-1 6-3                             |
| 1979 | Björn Borg          | Víctor Pecci        | 6-3 6-1 6-7 6-4                         |
| 1980 | Björn Borg          | Vitas Gerulaitis    | 6-4 6-1 6-2                             |
| 1981 | Björn Borg          | Ivan Lendl          | 6-1 4-6 6-2 3-6 6-1                     |
| 1982 | Mats Wilander       | Guillermo Vilas     | 1-6 7-6 6-0 6-4                         |
| 1983 | Yannick Noah        | Mats Wilander       | 6-2 7-5 7-6                             |
| 1984 | Ivan Lendl          | John McEnroe        | 3-6 2-6 6-4 7-5 7-5                     |
| 1985 | Mats Wilander       | Ivan Lendl          | 3-6 6-4 6-2 6-2                         |
| 1986 | Ivan Lendl          | Mikael Pernfors     | 6-3 6-2 6-4                             |
| 1987 | Ivan Lendl          | Mats Wilander       | 7-5 6-2 3-6 7-6                         |
| 1988 | Mats Wilander       | Henri Leconte       | 7-5 6-2 6-1                             |
| 1989 | Michael Chang       | Stefan Edberg       | 6-1 3-6 4-6 6-4 6-2                     |
| 1990 | Andrés Gómez        | Andre Agassi        | 6-3 2-6 6-4 6-4                         |
| 1991 | Jim Courier         | Andre Agassi        | 3-6 6-4 2-6 6-1 6-4                     |
| 1992 | Jim Courier         | Petr Korda          | 7-5 6-2 6-1                             |
| 1993 | Sergi Bruguera      | Jim Courier         | 6-4 2-6 6-2 3-6 6-3                     |
| 1994 | Sergi Bruguera      | Alberto Berasategui | 6-3 7-5 2-6 6-1                         |
| 1995 | Thomas Muster       | Michael Chang       | 7-5 6-2 6-4                             |
| 1996 | Jevgenij Kafelnikov | Michael Stich       | 7-6 7-5 7-6                             |
| 1997 | Gustavo Kuerten     | Sergi Bruguera      | 6-3 6-4 6-2                             |
| 1998 | Carlos Moyá         | Alex Corretja       | 6-3 7-5 6-3                             |
| 1999 | Andre Agassi        | Andrej Medvedjev    | 1-6 2-6 6-4 6-3 6-4                     |
| 2000 | Gustavo Kuerten     | Magnus Norman       | 6-2 6-3 2-6 7-6(6)                      |
| 2001 | Gustavo Kuerten     | Alex Corretja       | 6-7(3) 7-5 6-2 6-0                      |
| 2002 | Albert Costa        | Juan Carlos Ferrero | 6-1 6-0 4-6 6-3                         |
| 2003 | Juan Carlos Ferrero | Martin Verkerk      | 6-1 6-3 6-2                             |
| 2004 | Gastón Gaudio       | Guillermo Coria     | 0-6 3-6 6-4 6-1 8-6                     |
| 2005 | Rafael Nadal        | Mariano Puerta      | 6-7(6) 6-3 6-1 7-5                      |
| 2006 | Rafael Nadal        | Roger Federer       | 1-6 6-1 6-4 7-6(4)                      |
| 2007 | Rafael Nadal        | Roger Federer       | 6–3, 4–6, 6–3, 6–4                      |
| 2008 | Rafael Nadal        | Roger Federer       | 6–1, 6–3, 6–0                           |
| 2009 | Roger Federer       | Robin Söderling     | 6–1, 7–6(7–1), 6–4                      |
| 2010 | Rafael Nadal        | Robin Söderling     | 6–4, 6–2, 6–4                           |
| 2011 | Rafael Nadal        | Roger Federer       | 7–5, 7–6(7–3), 5–7, 6–1                 |
| 2012 | Rafael Nadal        | Novak Đoković       | 6–4, 6–3, 2–6, 7–5                      |
| 2013 | Rafael Nadal        | David Ferrer        | 6–3, 6–2, 6–3                           |
| 2014 | Rafael Nadal        | Novak Đoković       | 3–6, 7–5, 6–2, 6–4                      |
| 2015 | Stan Wawrinka       | Novak Đoković       | 4–6, 6–4, 6–3, 6–4                      |
| 2016 | Novak Đoković       | Andy Murray         | 3–6, 6–1, 6–2, 6–4                      |
| 2017 | Rafael Nadal        | Stan Wawrinka       | 6–2, 6–3, 6–1                           |
| 2018 | Rafael Nadal        | Dominic Thiem       | 6–4, 6–3, 6–2                           |
| 2019 | Rafael Nadal        | Dominic Thiem       | 6–3, 5–7, 6–1, 6–1                      |
| 2020 | Rafael Nadal        | Novak Đoković       | 6–0, 6–2, 7–5                           |
| 2021 | Novak Đoković       | Stefanos Cicipas    | 6–7(6–8), 2–6, 6–3, 6–2, 6–4            |
| 2022 | Rafael Nadal        | Casper Ruud         | 6–3, 6–3, 6–0                           |
| 2023 | Novak Đoković       | Casper Ruud         | 7-6(7–1), 6-3, 7-5                      |
| 2024 | Carlos Alcaraz      | Alexander Zverev    | 6–3, 2–6, 5–7, 6–1, 6–2                 |
| 2025 | Carlos Alcaraz      | Jannik Sinner       | 4–6, 6–7(4–7), 6–4, 7–6(7–3), 7–6(10–2) |